# Lincoln Henrique Oliveira dos Santos
Lincoln Henrique Oliveira dos Santos, noto semplicemente come Lincoln (Porto Alegre, 7 novembre 1998), è un calciatore brasiliano, centrocampista svincolato.
Nel 2015 è stato inserito nella lista dei migliori cinquanta calciatori nati nel 1998 stilata da The Guardian.

## Carriera

### Club
Ha giocato in Série A con il Grêmio esordendo nella stagione 2015, nella quale colleziona 2 presenze; gioca in massima serie anche l'anno seguente, nel corso del quale disputa inoltre anche 5 partite in Coppa Libertadores, segnandovi anche una rete, il 16 marzo 2016 sul campo del San Lorenzo.

### Nazionale
Ha giocato nella nazionale brasiliana Unde-15.
Nel 2015 ha segnato 2 gol in 8 partite nel campionato sudamericano Under-17 (vinto dalla sua nazionale) ed un gol in 4 presenze nel Mondiale Under-17.

## Statistiche

### Presenze e reti nei club
Statistiche aggiornate al 3 maggio 2025.
| Stagione           | Squadra            | Campionato         | Campionato | Campionato | Coppe nazionali | Coppe nazionali | Coppe nazionali | Coppe continentali | Coppe continentali | Coppe continentali | Altre coppe | Altre coppe | Altre coppe | Totale | Totale |
| Stagione           | Squadra            | Comp               | Pres       | Reti       | Comp            | Pres            | Reti            | Comp               | Pres               | Reti               | Comp        | Pres        | Reti        | Pres   | Reti   |
| ------------------ | ------------------ | ------------------ | ---------- | ---------- | --------------- | --------------- | --------------- | ------------------ | ------------------ | ------------------ | ----------- | ----------- | ----------- | ------ | ------ |
| 2015               | Grêmio             | PD/RS+A            | 8+2        | 0          | CB              | 1               | 1               | -                  | -                  | -                  | -           | -           | -           | 11     | 1      |
| 2016               | Grêmio             | PD/RS+A            | 13+10      | 3+0        | CB              | 0               | 0               | CL                 | 5                  | 1                  | PL          | 1           | 0           | 29     | 4      |
| 2017               | Grêmio             | PD/RS+A            | 9+8        | 0          | CB              | 1               | 0               | CL                 | 2                  | 0                  | PL          | 1           | 0           | 21     | 0      |
| 2017-2018          | Çaykur Rizespor    | SL                 | 18         | 3          | TK              | 2               | 0               | -                  | -                  | -                  | -           | -           | -           | 20     | 3      |
| giu.-ago. 2018     | Grêmio             | PD/RS+A            | 0+1        | 0          | CB              | -               | -               | CL                 | -                  | -                  | -           | -           | -           | 1      | 0      |
| sett.-dic. 2018    | América-MG         | M1/MG+A            | 0+3        | 0          | CB              | -               | -               | -                  | -                  | -                  | -           | -           | -           | 3      | 0      |
| gen.-giu. 2019     | Grêmio             | PD/RS+A            | 2+0        | 0          | CB              | -               | -               | CL                 | -                  | -                  | -           | -           | -           | 2      | 0      |
| Totale Grêmio      | Totale Grêmio      | Totale Grêmio      | 32+21      | 3+0        |                 | 2               | 1               |                    | 7                  | 1                  |             | 2           | 0           | 64     | 5      |
| 2019-2020          | Santa Clara        | PL                 | 30         | 1          | CP+CdL          | 1+3             | 0               | -                  | -                  | -                  | -           | -           | -           | 34     | 1      |
| 2020-2021          | Santa Clara        | PL                 | 30         | 1          | CP+CdL          | 2+0             | 0               | -                  | -                  | -                  | -           | -           | -           | 32     | 1      |
| 2021-2022          | Santa Clara        | PL                 | 32         | 5          | CP+CdL          | 2+4             | 1+1             | UECL               | 6                  | 0                  | -           | -           | -           | 44     | 7      |
| Totale Santa Clara | Totale Santa Clara | Totale Santa Clara | 92         | 7          |                 | 12              | 2               |                    | 6                  | 0                  |             | -           | -           | 110    | 9      |
| 2022-2023          | Fenerbahçe         | SL                 | 21         | 0          | TK              | 2               | 0               | UCL+UEL            | 2+10               | 0+2                | -           | -           | -           | 35     | 2      |
| 2023-feb. 2024     | Fenerbahçe         | SL                 | 0          | 0          | TK              | 1               | 1               | UECL               | -                  | -                  | ST          | -           | -           | 1      | 1      |
| Totale Fenerbahçe  | Totale Fenerbahçe  | Totale Fenerbahçe  | 21         | 0          |                 | 3               | 1               |                    | 12                 | 2                  |             | -           | -           | 36     | 3      |
| 2024               | RB Bragantino      | A1/SP+A            | 6+28       | 0+3        | CB              | 4               | 0               | CL+CS              | 4+7                | 0+2                | -           | -           | -           | 49     | 5      |
| gen.-giu. 2025     | Hull City          | FLC                | 11         | 0          | FACup+CdL       | -               | -               | -                  | -                  | -                  | -           | -           | -           | 11     | 0      |
| Totale carriera    | Totale carriera    | Totale carriera    | 232        | 16         |                 | 23              | 4               |                    | 36                 | 5                  |             | 2           | 0           | 293    | 25     |

## Palmarès

### Club

#### Competizioni nazionali
- Coppa del Brasile: 1

Grêmio: 2016
- Coppa di Turchia: 1

Fenerbahçe: 2022-2023

### Nazionale
- Campionato sudamericano Under-17: 1

2015